# Here Come the Girls Tour
Here Come the Girls é uma turnê que foi realizada pelas cantoras americanas Anastacia, Chaka Khan e a escocesa Lulu. A turnê teve inicio em Novembro de 2009 e passou apenas pela Europa. Descrita como um espetáculo que mistura música de alta octanagem, alto campo, canções animadas e de dança, em um cenário de glamour e diversão, a turnê se tornou um hit, vendendo todas as 20 datas de 2009.
Devido ao bom desempenho a turnê continuou em 2010, com a cantora inglesa Heather Small que substituiu Chaka Khan. A turnê foi elogiada por críticos e espectadores. Os promotores do concerto especularam um prolongamento da turnê para 2011 na Europa Continental e América do Norte.

## Lista de músicas
1. "Here Come the Girls" (Introdução de vídeo) (contém trechos de "I'm Every Woman")
2. "I'm Every Woman"
3. "One Day in Your Life"
4. "Independence"
5. "The Beat Goes On"
6. "Ain't Too Proud to Beg"
7. "Signed, Sealed, Delivered I'm Yours"
8. "I Can't Turn You Loose"  (contém trechos de "Soul Man")
9. Medley: "Stop! In the Name of Love" / "Baby love" / "You Keep Me Hangin' On"
10. "Dancing in the Street" (Anastacia)
11. "Mercy" (Lulu)
12. "Respect" (Chaka Khan)
13. "Pop Royalty" (dança interlúdio) (conter elementos de "Vogue", "Billie Jean", "Scream", "Doesn't Really Matter" e "Rhythm Nation")
14. Medley: "Just Dance" / "Single Ladies (Put a Ring on It)" / "I Feel for You"
15. "I'm Outta Love"
16. "Proud Mary"
17. "Lady Marmalade"
18. "Hot Legs" (dança interlúdio)
19. "Ain't Nobody"
20. Medley: "Bad Girls" / "Hot Stuff"
21. "Left Outside Alone" (Anastacia)
22. "Shout" (Lulu)
23. "Through the Fire" (Chaka Khan)
24. "No More Tears (Enough Is Enough)"
25. Medley: "Disco Inferno" / "Night Fever" / "I Will Survive"
26. "Angels"

Bis
1. "Relight My Fire" (contém trechos de "Shake Your Body (Down to the Ground)" e "Crazy in Love")

1. "Here Come the Girls" (Introdução de vídeo) (contém trechos de "I'm Every Woman")
2. "I'm Every Woman"
3. "One Day in Your Life"
4. "Relight My Fire"
5. "Moving On Up"
6. "Ain't Too Proud to Beg"
7. "Signed, Sealed, Delivered I'm Yours"
8. "I Can't Turn You Loose"  (contém trechos de "Soul Man")
9. "Dancing in the Street" (Anastacia)
10. "Mercy" (Lulu)
11. "Valerie" (Heather Small)
12. "I'm Outta Love"
13. "Independence"
14. "One Night in Heaven"
15. "Proud Mary"
16. "I Gotta Feeling"
17. "Get the Party Started" (contém trechos de "Sweet Dreams (Are Made of This)")
18. "Itchycoo Park" (Heather Small)
19. "Search for the Hero" (Heather Small)
20. "Empire State of Mind (Part II) Broken Down" (Anastacia)
21. "Left Outside Alone" (Anastacia)
22. "To Sir With Love" (Lulu)
23. "Shout" (Lulu)
24. Medley: "Bad Romance" / "Just Dance" / "Poker Face" / "Paparazzi"
25. "No More Tears (Enough Is Enough)"
26. Medley: "Disco Inferno" / "Night Fever" / "I Will Survive"

Bis
1. "Angels"

## Datas da turnê
| Data                   | Cidade             | País             | Local                         |
| ---------------------- | ------------------ | ---------------- | ----------------------------- |
| Primeira parte         |                    |                  |                               |
| 21 de Novembro de 2009 | Edimburgo          | Escócia          | Usher Hall                    |
| 23 de Novembro de 2009 | Newcastle          | Inglaterra       | Newcastle City Hall           |
| 24 de Novembro de 2009 | Liverpool          | Inglaterra       | Liverpool Philharmonic Hall   |
| 26 de Novembro de 2009 | Sheffield          | Inglaterra       | Sheffield City Hall           |
| 27 de Novembro de 2009 | Sheffield          | Inglaterra       | Oasis Leisure Centre          |
| 28 de Novembro de 2009 | Bristol            | Inglaterra       | Colston Hall                  |
| 30 de Novembro de 2009 | Cardiff            | País de Gales    | Cardiff International Arena   |
| 2 de Dezembro de 2009  | Londres            | Inglaterra       | HMV Hammersmith Apollo        |
| 4 de Dezembro de 2009  | Oxford             | Inglaterra       | New Theatre                   |
| 8 de Dezembro de 2009  | Nottingham         | Inglaterra       | Royal Concert Hall            |
| 10 de Dezembro de 2009 | Glasgow            | Escócia          | Glasgow Royal Concert Hall    |
| 12 de Dezembro de 2009 | Bournemouth        | Inglaterra       | Windsor Hall                  |
| 13 de Dezembro de 2009 | Plymouth           | Inglaterra       | Plymouth Pavilions            |
| 14 de Dezembro de 2009 | Portsmouth         | Inglaterra       | Portsmouth Guildhall          |
| 16 de Dezembro de 2009 | Manchester         | Inglaterra       | Manchester Apollo             |
| 17 de Dezembro de 2009 | Birmingham         | Inglaterra       | Symphony Hall                 |
| 18 de Dezembro de 2009 | Kingston upon Hull | Inglaterra       | Hull City Hall                |
| 20 de Dezembro de 2009 | Blackpool          | Inglaterra       | Opera House Theatre           |
| 21 de Dezembro de 2009 | Belfast            | Irlanda do Norte | Waterfront Hall               |
| Segunda parte          |                    |                  |                               |
| 22 de Novembro de 2010 | Edinburgh          | Escócia          | Edinburgh Playhouse           |
| 23 de Novembro de 2010 | Glasgow            | Escócia          | Clyde Auditorium              |
| 25 de Novembro de 2010 | Liverpool          | Inglaterra       | Echo Arena Liverpool          |
| 26 de Novembro de 2010 | Birmingham         | Inglaterra       | National Indoor Arena         |
| 27 de Novembro de 2010 | Brighton           | Inglaterra       | Brighton Centre               |
| 29 de Novembro de 2010 | Londres            | Inglaterra       | HMV Hammersmith Apollo        |
| 30 de Novembro de 2010 | Londres            | Inglaterra       | HMV Hammersmith Apollo        |
| 2 de Dezembro de 2010  | Cardiff            | País de Gales    | Cardiff International Arena   |
| 3 de Dezembro de 2010  | Portsmouth         | Inglaterra       | Portsmouth Guildhall          |
| 4 de Dezembro de 2010  | Bournemouth        | Inglaterra       | Windsor Hall                  |
| 6 de Dezembro de 2010  | Sheffield          | Inglaterra       | Sheffield City Hall           |
| 7 de Dezembro de 2010  | Manchester         | Inglaterra       | Manchester Evening News Arena |
| 8 de Dezembro de 2010  | Newcastle          | Inglaterra       | Metro Radio Arena             |
| 10 de Dezembro de 2010 | Nottingham         | Inglaterra       | Trent FM Arena Nottingham     |
| 12 de Dezembro de 2010 | Dublin             | Irlanda          | The O2                        |

Cancelamentos e shows remarcados
| Data                   | Cidade, estado ou país    | Local           | Notas |
| ---------------------- | ------------------------- | --------------- | --- |
| 3 de Dezembro de 2009  | Brighton, Inglaterra      | Brighton Centre | Cancelada |
| 21 de Dezembro de 2009 | Belfast, Irlanda do Norte | Waterfront Hall | Este concerto foi originalmente remarcado para 23 de Dezembro de 2009 devido ao tempo, mas depois foi cancelada. |
| 13 de Dezembro de 2010 | Belfast, Irlanda do Norte | Odyssey Arena   | Cancelado devido à doença                                                                                        |

### Informações sobre vendagem
| Local                         | Cidade     | Bilhetes vendidos / Disponível | Receita Bruta |
| ----------------------------- | ---------- | ------------------------------ | ------------- |
| Manchester Evening News Arena | Manchester | 2,077 / 3,400 (61%)            | $121,985      |
| The O2                        | Dublin     | 1,559 / 2,000 (78%)            | $102,362      |